# およげ!たいやきくん
「およげ!たいやきくん」は、1975年（昭和50年）にフジテレビの子供向けの番組『ひらけ!ポンキッキ』のオリジナルナンバーとして発表、リリースされた童謡。
作詞は高田ひろお、作曲・編曲は佐瀬寿一、ディレクターは小島豊美。子門真人が歌ったバージョンは、2021年3月現在、日本でレコード売り上げ枚数が最も多いシングル盤（フィジカル・シングル）とされている。本項では、この曲も収録された同名のLPも扱う。『ひらけ!ポンキッキ』番組内で放送された同曲のアニメ映像内でのタイトル表記では「！（感嘆符）」がついていない。

## 内容
歌詞の内容は、「たい焼きがたい焼き屋から逃げ出し、海へ逃亡する」というものである。
オリジナル盤シングルジャケットのキャラクターデザイナーは「バボちゃん」などを手がけた田島司。アニメキャラクターの「たいやきおじさん」のモデルは売り上げ世界一のたい焼き店「浪花家総本店」会長の神戸守一（2010年5月5日、満86歳で死去）といわれる。歌詞のモデルも浪花家総本店と主張されることがあるが、作詞者の高田ひろおは、練馬駅近くで見かけたたいやきから歌詞を思いついたと証言している。
オリジナル盤シングルのB面（LPのB面1曲目）は、なぎら健壱（なぎらけんいち名義）の「いっぽんでもニンジン」（作詞：前田利博、作曲・編曲：佐瀬寿一）。本シングルの発売以前に、1975年にキングレコードから発売されたLP『ひらけ!ポンキッキ』（SKM(H)2229）で三浦けんいちの歌で収録されており（曲名は「いっぽんでもにんじん」）、こちらも作曲者の佐瀬寿一が編曲したことになっているが、佐瀬寿一は自身のインタビューで、SKM(H)2229収録の音源は自分の編曲したものではないと否定している。

## 発売までの経緯

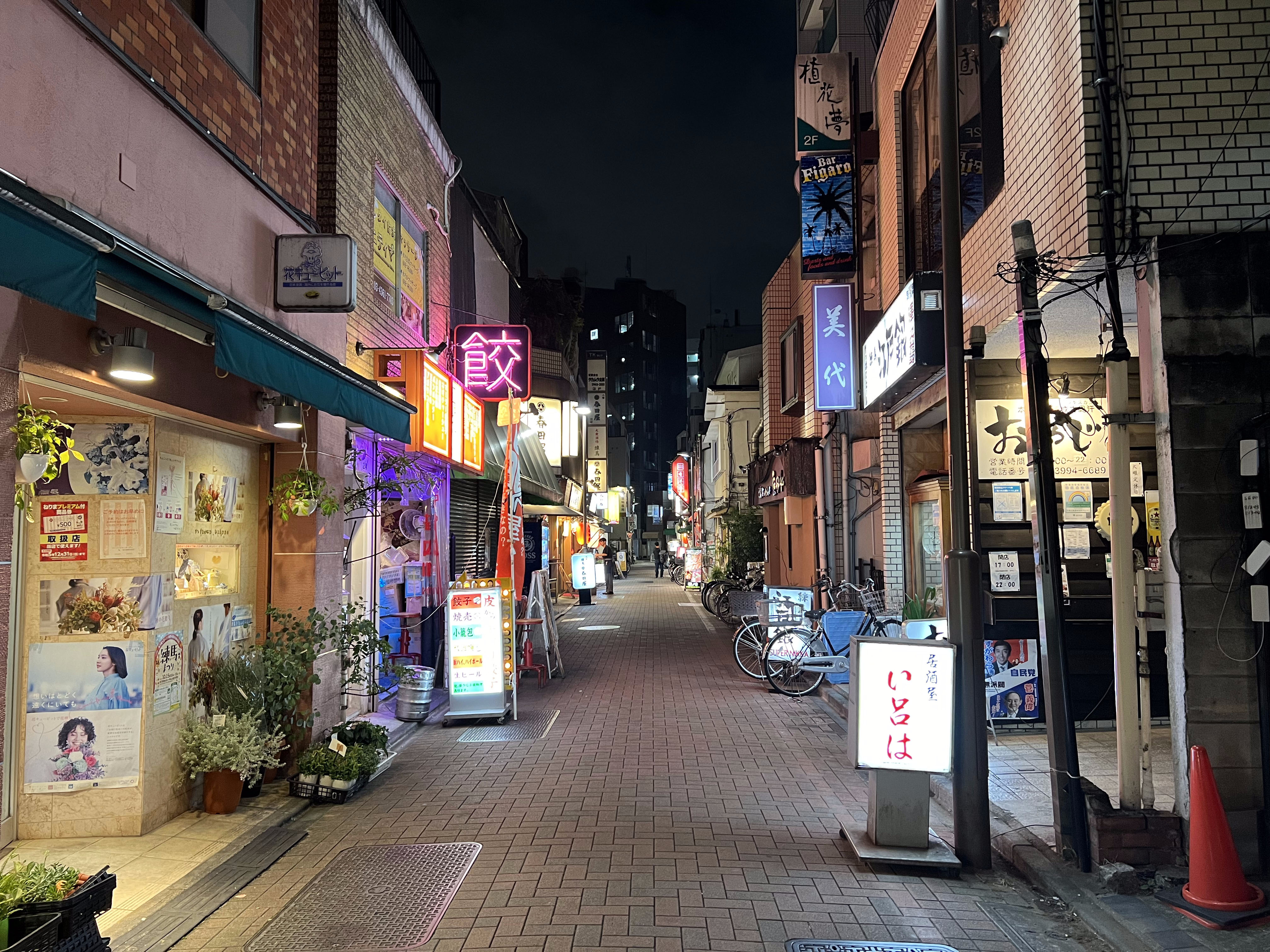
練馬駅南の飲み屋街（2023年）

本曲を作詞した高田は、日本大学を卒業したのち絵本作家のかたわら『ひらけ!ポンキッキ』の楽曲を手掛けていた。あるとき、練馬駅前の商店街に所在した居酒屋で友人と一杯やったあと路地で立ち小便をしはじめたところを、屋台のたい焼き売りから咎められた瞬間、故郷・釧路の思い出がフラッシュバックした。それは凍てつく寒さの中、銭湯の帰り道に湯冷めしないようたい焼きを腹に当てて温めながら帰った記憶だった。そしてなぜか、当時「鍵っ子」と呼ばれた寂しげな子供たちの姿がそのたい焼きに重なって見えた。「子供たちに遊び心と冒険心を伝えたい」「たい焼きを七つの海で自由に泳がせたら面白い」と思い立ち、高田は児童小説を書きはじめた。『ポンキッキ』のスタッフはその話を面白がり、「ぜひ歌にして」と頼まれて本曲が誕生した。
1975年10月5日（10月21日とも）に生田敬太郎の歌唱が『ひらけ!ポンキッキ』で初めて流され、その後リクエストカードやフジテレビへのレコード発売の問い合わせが殺到した。
オリジナルのシングル盤はキャニオン・レコード（現・ポニーキャニオン）から市販された『ひらけ!ポンキッキ』のレコードの第2弾である。第1弾として発売されたシングル盤「たべちゃうぞ」が売れなかったことからレコード発売の企画はなかなか通らず、社内からの期待も低かったという。
当初は生田敬太郎が『ひらけ!ポンキッキ』の番組内で歌っていたが、上述の通りレコード発売予定がなかったことから生田がテイチク（現・テイチクエンタテインメント）と専属契約を結んでしまい、キャニオン・レコードからの発売ができなくなったため、生田の歌での放送は11月27日を最後に終了、12月9日から子門真人に交代して放送を再開した。
当初1976年1月に発売予定だったが前倒しされて、1975年12月25日にオリジナルのシングル盤（キャニオン CX-102）がキャニオン・レコードから子門の歌唱で発売された。

## ヒット
シングル盤は、発売前の予約だけで30万枚（35万枚とも）に達した。発売当日に10万枚が完売し、12月31日までの1週間で30万枚が完売、翌年1月6日には店頭出荷枚数が100万枚を突破し、1月7日に東洋化成の福島工場で150万枚目のレコードをプレスし、その現場に子門真人が立ち会った。1月10日時点で出荷枚数150万枚・予約待ち50万枚。2月16日にはキャニオン・レコードが『およげ!たいやきくん』の370万枚達成を発表する記者会見を行った。
オリコン史上初のシングルチャート初登場1位・11週連続1位を記録し、現在までにオリコン調べで450万枚以上（オリコンにカウントされない売り上げを含めると、実際は500万枚以上ともいわれる）のレコード・CDを売り上げている。1998年7月13日付のオリコンチャートでGLAYのベストアルバム『REVIEW-BEST OF GLAY』に破られるまでは、シングル・アルバムを含めたオリコン史上最大の売上作品となっていた。オリコン調べにおけるシングル盤としての売上記録は保持したままとなっており、これは2016年12月現在も破られていない。『不二家歌謡ベストテン』では1976年1月18日から13週連続1位となり、この記録は番組終了まで破られなかった。
1976年の第9回全日本有線放送大賞特別賞、第5回FNS歌謡祭最優秀ヒット賞、第7回日本歌謡大賞特別賞を受賞。
同名のLP（キャニオン E-1025）も1976年2月10日に発売され、オリコンチャート6週連続1位、売上50万枚を記録し、「THE BEST OF DETECTIVE CONAN 〜名探偵コナン テーマ曲集〜」に更新されるまでは、アニメ・子供番組のコンピレーションアルバム売上記録歴代1位であった。

## 再発
1992年7月1日にシングルCD化（ポニーキャニオン PCDG-00041）された（当時のプレス枚数は5000枚）。
1999年3月25日には「だんご3兄弟」のヒットに追随して5万枚が追加出荷され、23年ぶりにオリコンシングルランキングの100位圏内にチャートインした。
2005年にはこの曲の主人公である「たいやきくん」をかたどった変形アナログレコード（シェイプレコード）として再発された（アナログコーポレーション ACSV-001）。これはオリジナル盤シングル同様「いっぽんでもニンジン」をB面としている。
2007年末、「たいやきくん」のぬいぐるみがクレーンゲームの景品になったと、2008年3月までに約30万個が獲得されるヒットとなり、ポニーキャニオンにCD発売の問い合わせが殺到した。
2008年、「日本で最も売れたシングル曲」（当時）として『ギネス世界記録2009』への掲載が決定する。既にCD発売の問い合わせが殺到していたこともあり、2008年3月5日に『ギネス世界記録』掲載記念としてオリジナル盤シングル同様「いっぽんでもニンジン」をB面にしたマキシシングル（ポニーキャニオン　PCCG-00888）を発売した。同CDには『ひらけ!ポンキッキ』で放送された同曲のアニメ映像を収めたDVDが付属する。2008年版のDVD付きCDは約5万枚、音楽配信では約5万ダウンロードを売り上げた。
2017年11月15日、『およげ!たいやきくん』40周年記念として、CDアルバム『およげ!たいやきくん アニバーサリーベスト』（ポニーキャニオン PCCG-01634）を発売。

## ヒットの影響

### 考察
ヒットの要因としては情緒に訴えかけるメロディや、シングル付属の塗り絵を求めて買われたという意見がある。また明確に裏付ける資料はないが、成人層にアピールした以下のような理由がヒット当時から逸話として語られることがある。
- 歌詞の内容が、会社勤めを辞めて広い世界へ飛び出したいサラリーマン（賃金労働者）の気持ちを代弁していた[8]。
- 国鉄の労働組合が起こした「スト権スト」で出勤の足を奪われて自宅にいることを余儀なくされた会社員が、子どもと『ポンキッキ』を視聴したため、耳に入る機会が増えた[8]。

石川弘義はブーム当時、サンケイ新聞の取材に対し、「たいやきくんがサラリーマンのシンボルという受け止め方は深読みすぎるのではないか、むしろ若い父親と幼児が一緒に歌える・聴ける・接触できる歌であるという性格が大きかったのではないか」という趣旨を答えた。
子ども調査研究所が「およげ!たいやきくん」のブームについて調査した結果によると、幼児・小学校低学年の子供とその（若い）父親からブームの火がついたとされ、レコードを購入した父親の意見は「子供が欲しがったし、親も興味があった」「子供が喜びそうなので」といったものが大半を占めたという。

### 印税
シングルの印税は子門・なぎら共に買い取り契約だったため、売上げに応じた歌唱印税は支払われず、子門は5万円、なぎらは3万円の吹込料の支払いにとどまった。アルバイトで歌を吹き込んだ子門はこの曲が大ヒットになるとは思わなかった。子門には後にヒット記念としてレコード会社から100万円と白いギターが1本贈られたとされる。
また、品川税務署でレコード発売の5日前に区分として童謡の指導を受けており物品税（1989年4月1日に廃止）を申告していなかったが、「成人層に脱サラの歌として売れた」ことにより物品税法上、課税対象の歌謡曲扱いか、非課税の童謡扱いかで騒動になった。しかし1976年2月23日に、国税局により童謡であるとの正式判断が出されたため、物品税は免除された。

### 社会的ブーム
「およげ!たいやきくん」がヒットした1976年には児童向け楽曲のヒットが連発し、「パタパタママ」「山口さんちのツトム君」などが次々とオリコンチャートの上位にランクインした。
当時の子供向けレコード市場は日本コロムビアのシェアが圧倒的だったが、キャニオンが「およげ!たいやきくん」をヒットさせたことで市場規模自体が拡大し、日本コロムビアの売上も伸びたという。
他には、たい焼き屋に行列ができる、たい焼き用の鉄板が売れるなどの社会的影響となり、各種キャラクター商品も発売された。中にスポンジが入ったたいやきくんの塩ビ（ソフビ）人形は大ヒットし、子供だけではなく大人にも売れた。1976年2月20日、サンケイ新聞出版局は絵本『およげ!たいやきくん』を刊行し、初版5万部、累計では公称30万部以上を発行した。西友ストアーではこの曲のヒットに便乗して各店舗でたい焼きを売り出した。曲にちなみ学校給食にたい焼きを出す地域もあった。
1975年から1976年にかけて商品先物取引である小豆市場が高騰したが、小豆の不作のほか、この曲の流行によりたい焼きの消費量が伸びたことも影響しているという風評がある。
「サンケイ新聞」夕刊では、駄菓子屋の前でたい焼きを受け取る少年として木村拓哉が紙面に載った。千葉県の銚子電気鉄道では、この曲のヒットにあやかって1976年2月10日から観音駅で、たい焼きの販売を始めたところ大ヒットとなり、人気商品になっている。観音駅のたい焼き屋は施設の老朽化などにより2017年3月末をもって閉店し、同年6月24日に犬吠駅で販売を再開した。
1976年、現ピーター・ブルック・カンパニー土取利行と当時東京芸大大学院生だった坂本龍一は、竹田賢一のプロデュースの元、限定500枚のレコードを制作するが「およげ!たいやきくん」のヒットによりプレス工場（東洋化成）の生産が追いつかず、リリースが半年遅れた。坂本龍一の幻の1stレコーディング作として後に発掘され『ディスアポイントメント - ハテルマ』というタイトルで2005年にCD化されている。
小島豊美によると、「およげ!たいやきくん」は莫大なプレスオーダーをかけたため、当時のキャニオン営業部長の津澤正次の尽力で、東洋化成だけではなく同業他社のCBS・ソニー大井川工場（現・ソニー・ミュージックソリューションズ 大井川プロダクションセンター）などにまで協力を仰いで追加プレスを依頼したという。関東（東日本）と関西（西日本）でブームのピーク時期がずれたおかげで、ほぼ完売することができたと語っている。

### 関係者
子門の歌でレコードが大ヒットした後、一時期、生田は「およげ!たいやきくん」に関するインタビューには一切応じなくなったという。生田はテイチクとの専属契約を解いた後の1978年に『ひらけ!ポンキッキ』で「おとなもなやみがあるんだな」を歌っている。さらに時を経た2011年2月14日には、生田による「およげ!たいやきくん」の再録音マキシシングルが発売された。

## LP『およげ!たいやきくん』
A面
1. およげ!たいやきくん（歌：子門真人）
2. いちばんロック（歌：前田雅子&ロイヤルナイツ）
3. ママの右手は魔法の手（歌：なぎらけんいち）
4. てるてるぼうずがあるいたら（歌：竹田のぶあき）
5. ヤセタンとコロンタン（歌：のこいのこ、ムーンドロップス）やそ」やま
6. 看板のうた（歌：菅沼宏）
7. コロちゃんの大旅行（歌：ロイヤルナイツ）
8. パンダがなんだ（歌：石川進）

B面
1. いっぽんでもニンジン（歌：なぎらけんいち）
2. パンの唄（歌：シンガーズスリー）
3. 傷だらけのぼく（歌：天地総子）
4. こびとになれたら（歌：ピコ）
5. 雨もり寺のおしょうさん（歌：平野レミ、宍倉正信、サヴィーネ）
6. 野菜畑の演奏会（歌：子門真人）
7. ぼくわるかった（歌：菅沼宏）
8. 宇宙船地球号のマーチ（歌：ポンキッキ合唱団）

## カバー・リメイク
カバーや編曲、歌詞を追加変更したリメイク、オマージュ的な関連曲などが数多く作られている。

### 公式リミックス・カバー
ポンキッキシリーズ後継番組にて発表されたもの。
- コンピレーションアルバム『P-kies 20th Century New Trax』（2000年7月1日発売）に、ピストン西沢リミックスによるレゲエバージョンを収録。
- およげ!たいやきくん〜パラパラ2001〜（パラパラP-kies、2001年3月1日発売）
  - ユーロビートにアレンジ。『ポンキッキーズ21』番組内ではパラパラ風の振りを付けたダンス企画も開催された。
  - 日本コロムビア発売の童謡集CDにMoJoの歌うものが収録されている。
- 『ポンキッキ・メドレー2007』（ガチャピン・ムックとアイドリング!!!、2007年9月26日発売）にメドレーの一部分として収録。
- ジェロが2012年12月28日にライブ『beポンキッキーズ40周年記念前夜祭』にて披露、『beポンキッキーズ』で2013年に放送。またアルバム『COVERS6』（2013年7月24日発売）に収録[55]。
- 2017年4月2日より『ポンキッキーズ』で、バックドロップシンデレラによるロックアレンジを放送。レギュラー放送での完全新規カバーはシリーズ初となる[56]。

### 他の歌手によるカバー
- トッポジージョ（山崎唯）（1976年10月発売。カバーアルバム『トッポ ジージョ』に収録。シングルカットしてB面には「ビューティフル・サンデー」のカバーを収録）
- ザ・カミカゼ（1976年発売。シングル、ディスコバージョン。B面は「黒ネコのタンゴ」のディスコバージョン）
- ラニー・ラッカー（「Swim, Taiyaki-Kun」として英語詞でカバー。訳詞：リサ・ウィルソン、編曲：ハウス・ティー。1993年発売のアルバム『英語!ポ・ポンのポン!!〜なつかしアニメをペラペラ歌おう〜』収録）
- 田辺マモル（1997年2月発売シングル）
- スナッフ（2000年発売のアルバム『What's In The Pasties』収録）
- 島村秀行（2002年発売のアルバム『Campanella ぼくらのうた』収録）
- BEGIN（2003年発売のアルバム『ビギンの一五一会58ドライブ』収録）
- ムック（ロックバンド）（2004年発売のアルバム『葬ラ謳』収録）
- 松村邦洋（2006年発売のアルバム『まんぷくトランス』収録）
- 速水けんたろう (2008年頃日本クラウンから発売の子供向けアルバムCD『ベスト・セレクションこどものうた〜まんまるスマイル/およげたいやきくん〜』などに収録)
- キグルミ（2008年発売のアルバム『キグルミのこどものうた』収録）
- 辻希美（2010年発売のアルバム『みんなハッピー!ママのうた』収録）
- クレモンティーヌ（2011年3月9日発売のアルバム『続アニメンティーヌ』ボーナス・トラックとして収録）
- AGC38 feat. 東京ブラススタイル（2012年4月18日発売のシングル）
  - たいやきくんに、あんこちゃんというガールフレンドができた記念として発売。カップリングには新曲「およげ!たいやき ヤキヤキ音頭」を収録。
- 稲垣潤一（2015年発売のアルバム『男と女5』に収録）竹内美宥とのデュエット。
- バックドロップシンデレラ  (2017年10月4日発売のミニアルバム『真夜中の太陽を君は知らない』収録）
- たいやき たべたの なんで?（高橋愛・田中れいな・夏焼雅）（2021年6月21日発売の配信限定シングル。TBSテレビ〈関東ローカル〉『ふるさとの未来』2021年7月度エンディングテーマとして起用）
- 福田こうへい（2022年発売のDVD『福田こうへいコンサート2021』収録）
- MONO NO AWARE (2023年5月17日配信シングル)

童謡集などでは、水木一郎・宮内良・池田鴻・杉江秀らも歌っている。レコーディングは行われなかったが、ザ・ベンチャーズが1976年の来日時にステージで披露している。

### その他リメイク
- およげ!たいやきくんのマーチ（演奏：キャニオン・オーケストラ、シングル）
  - 行進曲に編曲。番組とは直接関係のないキャニオン第三制作部の独自企画とされ、小島豊美によれば高校野球連盟からの要望で作成されたという[57]。B面はキャニオン・ブラス・オーケストラの「そらとぶさんりんしゃのマーチ」。
  - 長くCD化されなかったが、オムニバスCD『たのしい運動会マーチ ベストセレクション』（2003年4月16日発売、ポニーキャニオン）および『およげ!たいやきくんのマーチ〜たのしい運動会マーチ ベストセレクション〜』（2008年5月9日発売、ポニーキャニオン）に収録された。
- 正調 およげ!たいやきくん音頭（福本恵美、2000年発売シングル)
  - 音頭調に編曲。
- およげ! たいやきくん2015（藤井フミヤ）
  - NHK BSプレミアムの子供番組『ワラッチャオ!』で放送[58]。原曲作詞の高田に依頼し、新たな歌詞を追加したもの。

### 関連曲（アンサーソング）
- 私の恋人、たいやきくん!（1976年、山本リンダ） - 山本が「たいやきくん」の恋人役で歌唱している。内容は「海に逃げた『たいやきくん』の後を追って恋人も海へ飛び込むが、尻尾をかじられていてどうしても追いつけない」というもの[59]。子門真人と「夜のヒットスタジオ」（フジテレビ）で競演している。
- ガンバレ!たこやきちゃん（1976年、横山ノック）
- ごめんね たいやきくん（1976年、横山ノック）
- およげ!ジョーズくん（1976年、ザ・ジョーズ）
- 帰って来たたいやきくん（1976年、ザ・ジョーズ）
- 泳げカナヅチ君（1978年、大滝詠一。アルバム「NIAGARA CALENDAR '78」収録）
- たいやきやいた（1984年、爆風スランプ。シングル「週刊東京『少女A』」収録）
- とべ さんまくん（1989年、子門真人&杉並児童合唱団。岡崎裕美&杉並児童合唱団のシングル「空中水族館」収録[60]）
- MOTHER（1997年、PUFFY） - 歌い出しの歌詞が「およげ!たいやきくん」と類似[61]。
- めざせタイヤキIII/IV（1998年、所ジョージ。シングル「トンカチ」収録）
- 泳げたいやき屋のおじさん（1999年、所ジョージ。アルバム「洗濯脱水」収録）
- 登れ!今川焼きくん（2002年、突然段ボール。アルバム「この世に無い物質」収録[62]）
- 踊れ!たいやきくん／チョイトでました たいやきくん（2002年、たいプリ） - 「およげ!たいやきくん」と同じく高田の作詞、佐瀬の作曲による。
- GET MONE￥（借）（2006年、サイプレス上野とロベルト吉野） - 「およげ!たいやきくん」をサンプリング。限定版7インチシングル発売。
- およげ!たいやき ヤキヤキ音頭（2012年、AGC38 feat. 東京ブラススタイル）

### アルバム
- およげ!たいやきくん アニバーサリーベスト（2017年11月15日発売）
  - 40周年記念CDアルバム。本曲および『いっぽんでもニンジン』のオリジナル盤とカバー・リメイク盤を全16曲収録。

収録曲
1. およげ!たいやきくん（子門真人）
2. いっぽんでもニンジン（なぎらけんいち）
3. およげ!たいやきあんこちゃん（つりビット）
4. およげ!たいやきくん（BEGIN）
5. 私の恋人、たいやきくん!（山本リンダ）
6. およげ!たいやきくん（ジェロ）
7. 泳げたいやき屋のおじさん（所ジョージ）
8. およげ!たいやきくん（AGC38 feat.東京ブラススタイル）
9. いっぽんでもニンジン（ワタナベイビー）
10. およげ!たいやきくん（スコット・マーフィー）
11. およげ!たいやきくん（水木一郎）
12. およげ!たいやき ヤキヤキ音頭（AGC38 feat.東京ブラススタイル）
13. およげ!たいやきくん（ダイアモンド☆ユカイ）
14. およげ!たいやきくん（バックドロップシンデレラ）
15. およげ!たいやきくんのマーチ
16. およげ!たいやきくん（オリジナル・カラオケ）

## 関連グッズなど
- 高田の作による絵本が出版された。
  - フジテレビ ひらけ!ポンキッキ絵本 およげ!たいやきくん（1976年、サンケイ新聞出版局、作：高田ひろお、絵：田島司、福田典高）
  - ひらけ!ポンキッキのリクエストえほん(2) およげ!たいやきくん（1988年、フジテレビ出版/扶桑社、詞：高田ひろお、絵：田島司、ISBN 4-594-00250-1）
  - およげ!たいやきくん おとぎばなし（1999年、角川書店、作：高田ひろお、絵：田島司、ISBN 4-04-873199-8）
  - およげ!たいやきくんjr.―はじめてのかけっこごっこ（2000年、角川書店、作：高田ひろお、絵：田島司 ISBN 4048836412）
- 2000年発行の「20世紀デザイン切手第15集」で、切手の題材になった。
- 2003年、メディコム・トイから発売されたキューブリックシリーズの「ポンキッキーズ21 シリーズ2」には、「およげ!たいやきくん」関連として「たいやきくん」「たいやきおじさん」のフィギュアがある。
- 2005年、平和から本楽曲をモチーフとしたパチンコ機「CRおよげ!たいやきくん」がリリースされた。

## アニメーション映画
1976年3月13日封切りの『東宝チャンピオンまつり』内で、短編アニメーション映画の『およげ!たいやきくん』が公開された。上映時間は6分。
同時上映はディズニーアニメ『ピーター・パン』・『ミッキー・マウスのがんばれ!サーカス』・『ドナルドダックのライオン大騒動』・『チップとデールの怪獣をやっつけろ!』・『ドナルドダックの人喰いサメ』と、国産テレビアニメ『元祖天才バカボン』・『勇者ライディーン』・『タイムボカン』の計8本。通常の『チャンピオンまつり』はゴジラ映画を筆頭とする東宝特撮映画をメインにしていたが、この時は「ディズニー・フェスティバル」と銘打ち、ディズニーアニメをメインにしていた。
なお、同年夏の「東映まんがまつり」では、本作と同じく大ヒット童謡を使用した短編実写映画『山口さんちのツトム君』を公開したので、この年は大ヒット童謡をモデルにした映画が2本公開された事になった。

## その他
- シングル盤はオリコンチャートで11週連続で週間売上10万枚（1万点）を達成している（1976年1月12日付〜1976年3月15日付）[65]。週間売上の最高は1976年2月16日付の72.3万枚。『オリコン・ウィーク The Ichiban』1999年3月29日号 p.17に1000枚単位でオリコン週間シングル売上の推移が記載された。
- 藤子・F・不二雄原作の漫画『ドラえもん』では、ジャイアン（剛田武）のリサイタルで当曲の冒頭部分「いやんなっちゃうよお～～♪」と、山口百恵の「横須賀ストーリー」を一緒にこの曲を歌うシーンがある[66]。
- この曲のヒットにより1976年の『第27回NHK紅白歌合戦』（NHK）では、子門真人が出場者の有力候補として多くのマスコミに取り上げられたが、（曲はヒットしても）歌手名のアンケートの支持が低かった[注釈 7]として落選した[67][68]。
- バレーボールのレシーブの一つに、「およげ!たいやきくん」にちなんだ名前の「たい焼きレシーブ」というものがある。柔道の受け身を応用したもので、モントリオールオリンピックの全日本女子バレーボールチームが使った技として有名になった[69]。
- 2022年11月17日に放送された「昭和歌謡ベストテンDX」(BS-TBS)の「懐かしのアニメソング特集」で1位に選ばれ[70]、ささきいさおが歌唱した。